# Tronco celíaco

Proyecciones de superficie de los principales órganos del tronco, mostrando la arteria celíaca en el centro.

El tronco celíaco es un tronco arterial que se origina en la aorta abdominal —constituye su primera rama principal, ya que primero se originan las arterias frénicas—, emite las arterias gástrica izquierda, hepática común y emite la esplénica, para irrigar el esófago, estómago, duodeno, bazo, páncreas, hígado y vesícula biliar.

## Trayecto
Ramificándose desde la aorta a la altura de la parte superior de la vértebra L1 (o primera lumbar), por debajo del diafragma, en los seres humanos, es una de tres ramas que desde la línea media se proyectan hacia adelante —las otras dos son la mesentérica superior y la mesentérica inferior—. Ocupa el centro de la denominada región celíaca.

## Ramas
Existen tres divisiones principales de la arteria celíaca (arterias: gástrica izquierda, esplénica y hepática común). A continuación se muestra la arteria celíaca con sus sucesivas ramas, las ramas de aquellas y sus respectivas anastomosis.
- Arteria gástrica izquierda(también conocida como Coronaria estomáquica)
  - Rama hepática izquierda (inconstante, solo en el 10%), ramas esofágicas y una rama fúndica anterior
- Arteria esplénica
  - Arteria gástrica corta
  - Arteria gástrica posterior
  - Arteria gastroomental izquierda
- Arteria hepática común
  - Arteria hepática propia
    - Arteria gástrica derecha (anastomosis con arteria gástrica izquierda)
    - Arteria cística

  - Arteria gastroduodenal
    - Arteria pancreatoduodenal superior anterior (anastomosis con arteria pancreatoduodenal inferior)
    - Arteria pancreatoduodenal superior posterior (anastomosis con arteria pancreatoduodenal inferior)
    - Arteria gastroomental derecha (anastomosis con arteria gastroomental izquierda)

## Árbol arterial en la Terminología Anatómica

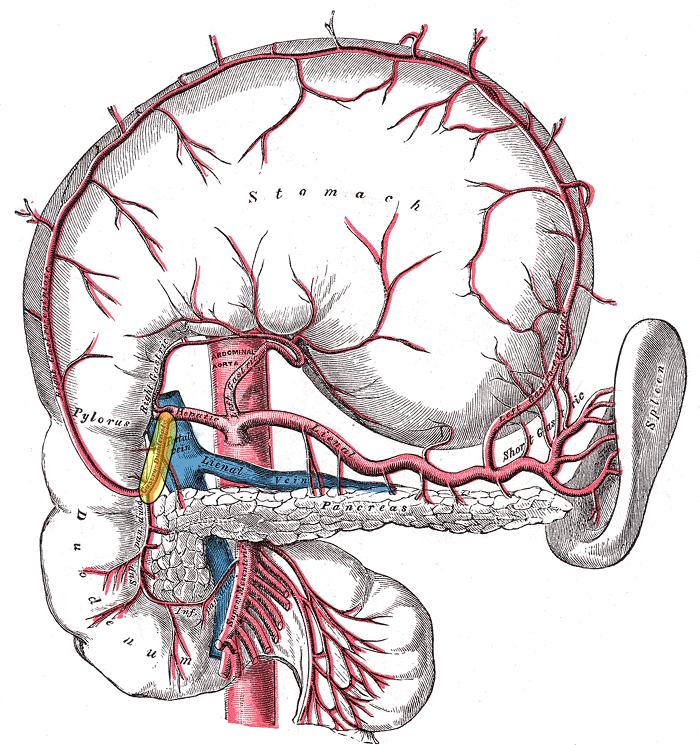
Arteria Gastroduodenal

La Terminología Anatómica establece el siguiente árbol arterial para la arteria celíaca:
A12.2.12.013 Arteria gástrica izquierda (arteria gastrica sinistra)
- A12.2.12.014 Ramas esofágicas de la arteria gástrica izquierda (rami oesophageales arteriae gastricae sinistrae)

A12.2.12.015 Arteria hepática común (arteria hepática communis)
- A12.2.12.016 Arteria gastroduodenal (arteria gastroduodenalis)

- A12.2.12.017 Arteria supraduodenal (arteria supraduodenalis)
- A12.2.12.018 Arteria pancreatoduodenal superior posterior (arteria pancreaticoduodenalis superior posterior)

- A12.2.12.019 Ramas pancreáticas de la arteria pancreatoduodenal superior posterior (rami pancreatici arteriae pancreaticoduodenalis superioris posterioris)
- A12.2.12.020 Ramas duodenales de la arteria pancreatoduodenal superior posterior (rami duodenales arteriae pancreaticoduodenalis superioris posterioris)

- A12.2.12.021 Arterias retroduodenales (arteriae retroduodenales)
- A12.2.12.022 Arteria gastroomental derecha; arteria gastroepiploica derecha (arteria gastroomentalis dextra)

- A12.2.12.023 Ramas gástricas de la arteria gastroomental derecha (rami gastrici arteriae gastroomentalis dextrae)
- A12.2.12.024 Ramas omentales de la arteria gastroomental derecha (rami omentales arteriae gastroomentalis dextrae)

- A12.2.12.025 Arteria pancreatoduodenal superior anterior (arteria pancreaticoduodenalis superior anterior)

- A12.2.12.026 Ramas pancreáticas de la arteria pancreatoduodenal superior anterior (rami pancreatici arteriae pancreaticoduodenalis superioris anterioris)
- A12.2.12.027 Ramas duodenales de la arteria pancreatoduodenal superior anterior (rami duodenales arteriae pancreaticoduodenalis superioris anterioris)

- A12.2.12.028 Arteria gástrica derecha (arteria gastrica dextra)

- A12.2.12.029 Arteria hepática propia (arteria hepática propria)

- A12.2.12.030 Rama derecha de la arteria hepática propia, arteria hepática derecha (ramus dexter arteriae hepaticae propriae)

- A12.2.12.031 Arteria cística (arteria cystica)
- A12.2.12.032 Arteria del lóbulo caudado (arteria lobi caudati)
- A12.2.12.033 Arteria segmentaria anterior del hígado; rama derecha de la arteria hepática propia (arteria segmenti anterioris hepatici; ramus dexter arteriae hepaticae propriae)
- A12.2.12.034 Arteria segmentaria posterior del hígado (arteria segmenti posterioris hepatici)

- A12.2.12.035 Rama izquierda de la arteria hepática propia, arteria hepática izquierda (ramus sinister arteriae hepaticae propriae)

- A12.2.12.036 Arteria del lóbulo caudado (arteria lobi caudati)
- A12.2.12.037 Arteria segmentaria medial del hígado (arteria segmenti medialis hepatici)
- A12.2.12.038 Arteria segmentaria lateral del hígado (arteria segmenti lateralis hepatici)

- A12.2.12.039 Rama intermedia de la arteria hepática propia (ramus intermedius arteriae hepaticae propriae)

A12.2.12.040 Arteria esplénica (arteria splenica; arteria lienalis)
- A12.2.12.041 Ramas pancreáticas de la arteria esplénica (rami pancreatici arteriae splenicae)

- A12.2.12.042 Arteria pancreática dorsal (arteria pancreatica dorsalis)
- A12.2.12.043 Arteria pancreática inferior (arteria pancreatica inferior)
- A12.2.12.044 Arteria prepancreática (arteria prepancreatica)
- A12.2.12.045 Arteria pancreática mayor (arteria pancreatica magna)
- A12.2.12.046 Arteria de la cola del páncreas (arteria caudae pancreatis)

- A12.2.12.047 Arteria gastroomental izquierda; arteria gastroepiploica izquierda (arteria gastroomentalis sinistra)

- A12.2.12.048 Ramas gástricas de la arteria gastroomental izquierda (rami gastrici arteriae gastroomentalis sinistrae)
- A12.2.12.049 Ramas omentales de la arteria gastroomental izquierda (rami omentales arteriae gastroomentalis sinistrae)

- A12.2.12.050 Arterias gástricas cortas (arteriae gastrici breves)
- A12.2.12.051 Ramas esplénicas de la arteria esplénica (rami splenici arteriae splenicae; rami lienales arteriae splenicae)
- A12.2.12.052 Arteria gástrica posterior (arteria gastrica posterior)

### Arteria gástrica izquierda
Arteria gástrica izquierda (coronaria estomáquica): se origina del tronco celiaco, se dirige primero hacia arriba, algo a la izquierda y hacia delante, después describe una concavidad hacia abajo para alcanzar a la curvatura menor del estómago donde termina por bifurcarse en una rama anterior y una posterior.
Se encuentra en la parte posterior del vestíbulo de la transcavidad de los epiplones, en el arco que forma al pasar de ser posterior a anterior esta arteria levanta el pliegue gastropancreático, posteriormente esta arteria penetra en el epiplón menor, es acompañada por su vena y por los ramos provenientes del nervio vago del plexo celiaco y de los linfáticos, aquí emite sus 4 ramas colaterales que son:
1.- Una rama hepática para el lóbulo izquierdo del hígado.
2.- La arteria gastroesofágica anterior, proporciona ramas para las 2 caras del cardias y el fondo gástrico, se anastomosan con las arterias gástricas cortas.
3.- Ramas esofágicas inferiores, ascienden por el esófago, atraviesan el hiato esofágico del diafragma y se anastomosan con las arterias esofágicas medias.
4.- Ramas gástricas.
Dentro de sus ramas terminales proporcionan dos arterias gástricas que siguen la curvatura menor, una anterior y una posterior, contenidas en el epiplón menor muy cerca del estómago, la rama posterior se anastomosa por inosculación con una rama de la arteria gástrica derecha.

### Arteria hepática común
Se origina del tronco celiaco, se dirige hacia abajo, adelante y a la derecha por encima del páncreas, después de un trayecto de 4 cm. se divide en 2 ramas: la arteria gastroduodenal y la hepática propia. En su origen la arteria toma contacto con el borde superior del páncreas, cruza el pilar derecho del diafragma, luego se sitúa en el piso del vestíbulo de la transcavidad de los epiplones. En su trayecto de atrás hacia delante, levanta el peritoneo y forma el pliegue hepatopancreático. Posterior a esto la arteria hepática común se oculta tras la ampolla duodenal; se relaciona hacia arriba con el lóbulo caudado. Está rodeada por un plexo nervioso grueso emanado del plexo celiaco así como de vías linfáticas. Tiene cuatro ramas colaterales:
- Pancreáticas.
- Duodenales superiores.
- Para los ganglios linfáticos escalonados.
- Peritoneales y para el epiplón menor.
En sus ramas terminales se encuentra:
- Arteria gastroduodenal: se dirige hacia abajo y adelante, pasa en la porción superior del duodeno y de la cabeza del páncreas a la derecha del tubérculo omental. Delante de la cabeza del páncreas su origen marca la terminación de la arteria hepática común y el comienzo de la arteria hepática propia. Antes de ubicarse por debajo del duodeno la gastroduodenal proporciona la arteria pancreatoduodenal superior posterior. Se divide en dos ramas terminales:
A).- La arteria gastroepiploica derecha: se origina de la bifurcación de la arteria gastroduodenal que surge de la porción Terminal de la arteria hepática común, este origen se sitúa por debajo del borde inferior del duodeno en contacto con el páncreas, viaja inferior a la curvatura mayor del estómago y se anastomosa con la arteria gastroepiploica izquierda que viene de la arteria esplénica.
B).- La arteria pancreatoduodenal superior anterior.
- Arteria hepática propia: describe un codo cóncavo hacia arriba y hacia la izquierda que la sitúa en la raíz hepática, esta delante de la vena porta hepática, a la izquierda de la vía biliar principal, entre las dos hojas del epiplón menor. Es oblicua hacia arriba y a la derecha. Termina por la bifurcación en las arterias hepáticas izquierda y derecha. Sus ramas terminales son cuatro:
A).- Arteria gástrica derecha (pilórica): : originada de la arteria hepática propia, es oblicua hacia abajo y adelante, está situada en el epiplón menor el cual llega al borde superior del píloro en donde se divide en dos ramas terminales que siguen la curvatura menor. Ambas ascienden por esta al encuentro de las ramas correspondientes de la arteria gástrica izquierda. La acompañan vasos linfáticos y una vena supraepiploica, inconstante. La rama posterior de la arteria gástrica derecha se anastomosa con la rama posterior de la arteria gástrica izquierda, la anterior puede hacerlo o terminar en las ramas del estómago.
B).- Pequeñas ramas para la vía biliar principal. C.- La arteria cística, que se origina a menudo delante de la arteria hepática derecha. D.- Arterias para la cápsula fibrosa del hígado (red perihepática).
Sus ramas terminales penetran en el porta hepático, delante de la rama correspondiente de la vena porta hepática y se expande en el hígado, siguiendo las ramificaciones venosas. La rama más derecha es más voluminosa que la izquierda. Sus ramas arteriales son anatómicamente terminales.

### Arteria esplénica
Se origina en el tronco celiaco frente a la 1.ª vértebra lumbar, por lo tanto, lejos del bazo. Después de un corte segmento suprapancreatico, oblicuo hacia abajo y a la izquierda, transcurre transversalmente, sigue el borde superior del páncreas, pasa por delante de la cola u por último llega al hilio del bazo, donde se divide en dos ramas terminales. En sus relaciones del segmento suprapancreático, esta arteria pertenece en ese momento a la región celiaca, esta arteria se encuentra hundida en el plexo celiaco y sus ramos. Está situada detrás del peritoneo parietal, detrás de la porción retrogastrica de la transcavidad de los epiplones que la separa de la parte media de la curvatura menor del estómago. En el segmento retropancreático es cóncava hacia tras como el propio páncreas. Este segmento de la arteria esplénica es muy sinuoso, la arteria aquí comparte sus relaciones con el cuerpo del páncreas: anterior con la cara posterior del estómago a través de la transcavidad de los epiplones, posterior con la raíz y la celda renal izquierda, por intermedio de la facia retropancreática y de la facia prerrenal. Las partes más inferiores se ubican por detrás del páncreas, debajo de esta arteria esta la vena esplácnica.
En su segmento Terminal o hiliar, esta describe una curva cóncava al igual que la cola del páncreas. Esta pasa superior a la cola, la vena queda por debajo de la arteria y estos dos vasos llegan al ligamento pancreaticoesplénico en la parte posterior e izquierda de la transcavidad de los epiplones, detrás del estómago y del hilio del bazo.
En sus ramas colaterales se distinguen:
- Ramas pancreáticas destinadas al cuerpo y a la cola, así como la arteria pancreática dorsal. - Rama gástrica, arteria gástrica posterior: de dirección ascendente, irriga la cara posterior del fondo gástrico, el cardias y la cara posterior del esófago abdominal. - Arteria de la extremidad superior: se origina antes que la arteria llegue al hilio, da de dos a tres ramas al fondo gástrico y llega hasta la extremidad superior del bazo.
Da dos ramas terminales que son la superior y la inferior, la superior se dirige hacia la parte alta del hilio donde da de cuatro a seis ramas, la posterior se dirige al tercio inferior de hilio, esta es la que da lugar a las arterias gástricas cortas y a la arteria epiploica izquierda.

## Distribución

Irrigación sanguínea del estómago, originada en el tronco celíaco.

La arteria celíaca proporciona sangre oxigenada al hígado, estómago, parte abdominal del esófago, bazo y la mitad superior del duodeno y del páncreas. Estas estructuras corresponden al intestino proximal embrionario. (De igual modo, las arterias mesentérica superior y mesentérica inferior irrigan estructuras que se desarrollaron del intestino medio e intestino distal, respectivamente. Nótese que estas tres ramas anteriores de la aorta abdominal son diferentes y no pueden sustituirse, aunque existen conexiones limitadas entre sus ramas terminales).
La arteria celíaca es una fuente de sangre esencial, ya que las interconexiones con las demás arterias principales del intestino no son suficientes para mantener una adecuada perfusión. Por lo tanto no puede ligarse en una persona viva durante la cirugía, y la obstrucción de la arteria celíaca produce necrosis de las estructuras que irriga.

## Retorno venoso
La arteria celíaca es la única de las arterias principales que nutren los órganos digestivos que no tiene una vena de nombre similar.
La mayor parte del retorno procedente de los órganos digestivos (incluyendo la zona de distribución de la arteria celíaca) es desviado hacia el hígado por medio del sistema venoso portal para posterior proceso y detoxificación en el hígado antes de volver a la circulación sistémica a través de las venas hepáticas.
En contraste con el retorno desde estructuras procedentes del intestino medio e intestino distal embrionarios, respectivamente, el retorno venoso desde la arteria celíaca pasa, bien a través de la vena esplénica, que vacía su contenido en la vena porta hepática, o bien a través de pequeñas venas tributarias del sistema venoso portal.
Por la vena esplénica se transporta bilirrubina (el producto de desecho del metabolismo de la hemoglobina) hacia el hígado para su excrección por el conducto biliar.

## Imágenes adicionales
| |
| Parte abdominal del tubo digestivo y su adherencia al mesenterio común o primitivo. Embrión humano de seis semanas. |

|                                         |
| Páncreas y duodeno vistos desde detrás. |

| |
| Muro abdominal posterior, después de retirar el peritoneo, mostrando los riñones, las cápsulas suprarrenales y grandes vasos. |

|                                                                                                 |
| Superficies anteriores de los riñones, mostrando las zonas de contacto de las vísceras vecinas. |

|                                                                                                  |
| Parte frontal del abdomen, mostrando marcas de superficie para las arterias y el canal inguinal. |

|                                                    |
| Arterias y venas alrededor del páncreas y el bazo. |